# Colleen Rosensteel
Colleen Rosensteel (ur. 13 marca 1967 w Greensburgu) – amerykańska judoczka. Trzykrotna olimpijka. Zajęła dziewiąte miejsce w Sydney 2000; trzynaste w Barcelonie 1992 i osiemnaste w Atlancie 1996. Walczyła w wadze ciężkiej.
Siódma na mistrzostwach świata w 1995 i 1999; uczestniczka zawodów w 1993 i 1997. Startowała w Pucharze Świata w latach 1995–2000. Wicemistrzyni igrzysk panamerykańskich w 1999 i trzecia w 1995. Zdobyła trzy medale na mistrzostwach panamerykańskich w latach 1992–1998 roku.

## Letnie Igrzyska Olimpijskie 1992
| Konkurencja | Rundy eliminacyjne  | Repasaże                | Klas. końcowa |
| Konkurencja | Przeciwnik I        | Przeciwnik I            | Miejsce       |
| ----------- | ------------------- | ----------------------- | ------------- |
| +72 kg      | Yōko Sakaue (JPN) P | Edilene Andrade (BRA) P | 13.           |

## Letnie Igrzyska Olimpijskie 1996
| Konkurencja | Rundy eliminacyjne    | Klas. końcowa |
| Konkurencja | Przeciwnik I          | Miejsce       |
| ----------- | --------------------- | ------------- |
| +72 kg      | Heidi Burnett (AUS) P | 18.           |

## Letnie Igrzyska Olimpijskie 2000
| Konkurencja | Rundy eliminacyjne   | Rundy eliminacyjne     | Rundy eliminacyjne       | Repasaże             | Klas. końcowa |
| Konkurencja | 1/32                 | 1/16                   | 1/4                      | Przeciwnik I         | Miejsce       |
| ----------- | -------------------- | ---------------------- | ------------------------ | -------------------- | ------------- |
| +78 kg      | Carmen Chalá (ECU) Z | Beata Maksymow (POL) Z | Mayumi Yamashita (JPN) P | Irina Rodina (RUS) P | 9.            |